# Partido Agrario (Panamá)
El Partido Agrario (PA) fue un pequeño partido político conservador de Panamá. El partido estuvo activo en la provincia de Chiriquí entre los años 1920 y 1940. El Partido Agrario estuvo representado en la Asamblea Nacional de Panamá de 1928 a 1936 (obtuvo un escaño en las elecciones de 1928 y 1932).
Carlos Biebarach (posteriormente, magistrado en la Corte Suprema) y Manuel Díaz Armuelles fueron los fundadores y líderes del Partido Agrario.